# Tengu (manga)
Pour les articles homonymes, voir Tengu.
Tengu (天駆) est un manga dessiné par Hideki Mori et scénarisé par Jirō Osaragi. Il comporte 4 tomes et est adapté du roman Kurama Tengu de Jirō Osaragi. Il a été prépublié dans le magazine Big Comic de l'éditeur Shogakukan au Japon. L'édition française est éditée par Delcourt.

## Résumé de l'histoire
Dans le Japon de la fin de l'ère Edo, à la fin du bakumatsu, un rônin et un enfant se lient d'amitié pour lutter contre des milices de samouraïs sans scrupule. Réussiront-ils à survivre aux changements profonds qui ébranleront bientôt leur pays ?

## Thèmes généraux de l'univers de Tengu
- Samouraï
- Politique du Japon
- Histoire du Japon